# 진의 오 정복
진의 오 정복(晉之吳征服)은 280년 서진의 사마염이 군사를 일으켜 오나라를 멸망시킨 일로 서진이 오나라를 멸망시켜 천하를 통일했다.

## 배경
당시 사마염은 265년 촉나라를 멸망시킨 위나라를 멸망시키고 황제 자리에 올라 서진을 세웠다. 그리고 오나라는 264년에 즉위한 폭군 황제 손호가 다스리고 있었다.
276년 10월에 정남장군 양호가 오나라를 정벌하자는 상소문을 올렸으나 신하들의 반대로 거절되었다. 이에 278년 오나라가 양주 자사 응작을 사령관으로 삼아 환성에 주둔한 오군을 이용해 서진을 공격하려 했으나 도독양주제군사 왕혼의 활약으로 오군 5000명이 전사하고 전선 600척이 격침되는 참패를 겪었다.
그리고 279년 진남대장군 두예와 익주 자사 왕준이 상소를 올리고 시중 왕혼의 설득으로 사마염의 마음을 움직여 280년 오나라를 정벌하라는 사마염의 명령이 떨어져 오나라 정벌군이 편성되었다.
사마염은 진남대장군 두예를 대도독으로 봉해 군사 10만을 주어 강릉으로 가도록 했으며, 진동대장군 낭야왕 사마주는 도중으로 가고, 안동대장군 왕혼은 횡강으로, 건위장군 왕융은 무창으로, 평남장군 호분은 하구로 가 20만의 군사를 주었으며 악주 자사 용양장군 왕준과 광무장군 당빈으로 수군과 육군 20만 명과 전선 수만 척으로 하여금 장강으로 동쪽으로 가게 했으며 관군장군 양제에게 양양으로 나아가 주둔해 모든 길의 군마를 통제하게 했다.

## 전투 과정
이 소식을 들은 손호는 승상 장제와 사도 하식, 사공 등순 등을 불러 상의하고 거기장군 강릉독 오연을 도독으로 강릉으로 보내 두예와 싸우게 하고 표기장군 손흠을 보내 하구 등지의 적군을 물리치고 장제와 좌장군 심영, 우장군 제갈정에게 군사 10만을 주어 우저에서 여러 방면의 군사들을 후원하도록 했다.
한편 두예는 강릉을 공격해 아장 주지에게 수군 800명과 배들을 주어 몰래 장강을 건너 낙향 땅을 야습했고 곧 오영과 육경, 손흠이 진군해오자 두예는 포성을 일으켜 오군을 섬멸하고 주지는 손흠을, 장상이 육경을 죽이고 오연도 복병에 걸려 붙잡혀 처형당한다.
두예가 강릉을 함락시키고 형주 남부 지역으로 내려가자 원수와 상수 일대와 광주의 모든 고을이 인수를 바치며 서진에 항복해왔다. 두예는 형주 지역을 평정했고 이 과정에서 파죽지세라는 사자성어가 생겨났다.
한편 익주 자사 용양장군 왕준은 당빈과 함께 오나라 단양감 성기를 무찌르고 장강을 따라 진격했다. 이에 손호는 잠혼의 건의로 장강 바닥에 쇠사슬과 쇠송곳을 깔아두어 강을 따라 내려오는 진나라 전함들을 가라앉게 할 계획이었으나 이를 알아챈 왕준이 큰 뗏목 수십 개를 떠내려 보내 쇠송곳과 쇠사슬을 치우고 진격하였다.
왕준은 안동장군 왕혼과 합류해 강서를 공격하고 승상 장제와 좌장군 심영, 제갈정, 손진 등이 군사를 이끌고 마지막 결전을 벌였다.
심영은 왕혼의 부장 주준에 맞서 3차례나 공격했으나 별 다른 성과를 거두지 못했고 이때 오군에 항복했던 서진의 장수 장교가 다시 배반해 반란을 일으켰고 결국 혼란 속에서 장제가 전사하고 심영과 손진도 서진의 장수 주지에게 죽었으며 7800명이 전사했고 제갈정만이 무사히 도주했다.
왕준과 왕융은 무창을 함락시켰고 석두성에서는 잠혼이 살해당했으며 손호는 도준에게 남은 어림군과 장상에게 수군을 주어 보내 막게 했으나 오히려 장상은 서진 군대에게 항복했다.
이로써 마침내 왕준이 오나라 수도 건업 석두성 앞까지 진격해 오나라 황제 손호의 항복을 받아 석두성에 입성하였고 오나라의 4주 43군 313년과 52만 3000호구, 3만 2000명의 관리, 군사 23만과 남녀노소 230만 명, 미곡 280만 섬, 배 5000척, 궁녀 5000명이 모두 서진에게로 넘어갔다.

## 결과 및 영향
소식은 곧 서진 황제 사마염에게도 전해졌고 오나라 황제 손호는 서진 수도 낙양으로 끌려가 귀명후에 봉해져 살다가 죽었다. 이로써 서진의 사마염이 오나라를 멸망시켜 천하를 통일했다.